# 明成皇后 (テレビドラマ)
『明成皇后』（ミョンソンこうごう、ハングル表記：명성황후）は、KBSにて2001年5月9日から2002年7月18日まで放送された韓国のテレビドラマ。歴史劇。全124話。

## 概要
KBSの水木ドラマ枠で放送された。チョン・ハヨンが脚本、ユン・チャンボムおよびシン・チャンソクの2名が演出、そして韓国国内の番組制作会社サムファネットワークスが番組制作を担当した。当初、全100話の予定であったが後に24話延長された。
李氏朝鮮第26代国王・大韓帝国初代皇帝高宗/光武帝の王后・皇后であった明成皇后および、義父にあたる興宣大院君の人間的側面を、俗史的なエピソードも盛り込みつつ描いている。
キャスティングのトラブルに見舞われた作品でもあった。主人公明成皇后の成年期以降を演じる女優がなかなか決まらず、オファーを出したカン・スヨン、イ・ヨンエに断られた末にイ・ミヨンに決まった。イ・ミヨンは「80話までの出演」という契約を結んでいたが契約を延長し81話以降にも出演するのを拒否したため、壮年期以降はチェ・ミョンギルが演じることとなった。この突然の主人公交代劇が、視聴者からの不満の声や視聴率低下を招いたとみるメディアもある。
2001年度KBS演技大賞では最優秀演技賞（イ・ミヨン）・助演賞（キム・ソンファン、キム・ボミ）・今年のPD賞（ユン・チャンボム）の3部門で、翌2002年度同賞ではユ・ドングンの大賞をはじめ、最優秀演技賞（チェ・ミョンギル）・助演賞（キム・ソンリョン）の3部門で受賞した。ユ・ドングンは第38回百想芸術大賞テレビ番組部門最優秀演技賞（男優）も受賞している。
脚本家のチョン・ハヨンがウェブサイトで脚本を公開していた。KBSの公式ウェブサイトでも脚本を公開していた。ドラマ全編の動画がKBSの公式ウェブサイトで無料で公開されている。

## あらすじ
以下の見出しは便宜的なもので作品に記されてはいない。

### 大院君の執政
朝鮮王朝末期の1863年に第26代国王になった高宗（コジョン）は、後に大韓帝国皇帝を称し1907年まで日本統治時代前の朝鮮国王の座にいた人物であるが、国王に即位したときはまだ13歳で、高宗の実父である大院君（テウォングン）が権力を握る。大院君は、高宗が即位するまで約60年間にわたった安東金氏の勢道政治の弊害を取り除き、神貞王后趙氏による垂簾聴政を廃す一方、文禄・慶長の役で焼失した後270年間にわたって再建されないままになっていた王宮である景福宮を再建して王室の威信を回復させようとするが、工事費用が財政を圧迫し、庶民は工事に動員され、両班は寄付を求められ、工事途中で火事が起き、さらに工事費用がかさむなどしたため、大院君の執権に対する不満が大きくなる。
大院君は高宗の王妃選考に際しても神貞王后趙氏や安東金氏の影響力を断ち、大院君夫人の一族である驪興閔氏で故人である閔致禄の娘16歳のジャヨン（後に明成皇后と称される）を王妃とした。しかし15歳の高宗はすでに年上の宮女である李尚宮（イサングン）のとりこになっていて、ジャヨンは一晩中読書をして孤独を慰める日々を送る。高宗の寵愛を受ける李尚宮は懐妊し、完和君（1868年 - 1880年）を出産する。
第11回
景福宮の再建工事が完成する。
第12回
国王の一族にもかかわらず零落していた興宣君（のちの大院君）が息子を王位につけるまでの回想。
第13回、第15回
1868年。大院君が完和君を高宗の嫡子にしようとする。
第14回
1868年。閔妃が高宗と初めて同衾する。
第16回、第17回
1871年。閔妃が懐妊する。
第18回
1871年、朝鮮が対米軍事衝突に勝利する（辛未洋擾）。
第18回から第21回
閔妃が男児を出産するが、その子は肛門がふさがっていて、手術をせずに死ぬ。
第22回
金炳學が、6年の長期在任を理由に領議政を辞任したい旨、大院君に伝達する。
閔妃は息子の死から立ち直るが、その凛とした姿に夫である高宗からの寵愛がますます深まる。
第23回
閔妃は、何よりも大事な跡取り息子を死なせてしまったためこれ以上に怖いものは何もなくなったとして、吹っ切れたような表情を見せるようになる。
また、前回で辞意を固めた、安東金氏の最後の首長でもある金炳學が遂に領議政を辞し、後任に（ドラマ初登場の）洪淳穆が就いたほか、これを契機に物理的な執政の建物や場所（＝政庁）が従前の承政院から大院君の居城たる雲ヒョン宮へと移され、益々大院君に権力が集中することとなる。
もっとも、大院君は息子の高宗から、領議政金炳學の後任にならないかと一度打診されたが、これは即ち父子関係から君臣関係に戻らないかという提案でもあることから、頑なに拒絶する。
第24回
大院君は改革の為と銘打ち、領議政だった金炳學に金炳學自身の出自でもある安東金氏を政界から駆逐させたうえ、同じく安東金氏出身の金炳冀には李朝を支える二大勢力であった儒者の根城である書院を撤廃させたほか、これも同じく安東金氏出身で金炳學の弟でもある金炳国に対し、李朝を支える二大勢力のもう一翼であった両班へ課税する案件を任せた。
これは、一連の「改革」を担わせることで、嫌われ役を一気に背負わせることによって中央政界に残った最後の安東金氏までをも根絶しようとする大院君の意図があったほか、大院君の改革にとって目障りな抵抗勢力である守旧派の儒者及び両班を没落させる狙いもあった。
第25回
齢50歳を超え、自らが引退する前に王家の跡継ぎとなる嫡子を擁立したいと主張する大院君は、現時点において高宗の血を引く男児は高宗の妾である永保堂李氏の息子である完和君しかいないことから、その子を嫡子にしようと強行な動きを見せる。
これに対し、一国の主としての自覚を持ち始めた高宗は、閔妃への想い入れもあって専横な振舞いを繰り返す大院君の主張に頑強な反対の姿勢を示すが、結局は臣下からの進言もあり永保堂李氏の息子の嫡子冊立を3年後まで延ばすことを条件に大院君の主張受け入れ、事態は決着をみせる。
その後、大院君は「大老」の称号を贈られることとなるが、新しく同副承旨に任命された、以前に大院君の失政を批判する上訴で一度は官職を剥奪されたこともある崔益鉉による、突然の上訴が行われることとなる。
第26回から第32回
1873年、儒者崔益鉉が上疏によって大院君を非難する。この上訴が端緒となって国王の父として権勢をふるった攘夷政策の主導者である大院君が失脚・引退する（第32回）。

### 閔氏政権
第33回
第34回
第35回
第36回
苦労の末、王妃は4度目の妊娠で嫡子となる男児を、つまり後の純宗（1874年 - 1926年）を出産する。
かねてから外戚の豊壌趙氏出身である大王大妃（高宗が即位するにあたり、血統上の問題を解決するため養子縁組をしたことから、形式上は高宗の母にあたる。憲宗の実母）は、次代の王となる「世子」を自らの意に沿う人物とするために、後宮の李尚宮（永保堂李氏）が産んだ完和君を世子候補に推していたが、そうした動きを牽制し自らの正室である閔妃が産んだ嫡子を世子にしたいと考える国王の高宗は、左議政でもある伯父の興寅君から祝詞を伝達された際に突如として正室の子を世子にする旨、宣言する。
他方、閔妃は実母である府夫人に、嫡子が無事に世子となった暁には新しい家を与えると伝えたところ、現在住んでいる家（「感古堂」）は閔妃から与えられたものだと閔妃の兄である閔升鎬から聞いていたがそうではなかったのか、と尋ねられ、ここで閔妃は兄たちが、王家との繋がりを笠に着て賄賂を受け取り蓄財していたことを知り激怒する。
その頃、賄賂をふんだんに利用して清に手を回し、完和君を世子に任命するようにと清から圧力を掛けさせることに成功した大王大妃一派であったが、この問題を解決するため閔家の次兄である閔謙鎬は、落ちぶれている安東金氏の家長である金炳冀と取り引きする。閔謙鎬は外戚の力を利用して金炳冀を領議政に据える工作を行う代わりに、閔妃の嫡子を世子とするよう清から圧力を掛けてもらうために使う清への賄賂の資金を、金炳冀から出させることに成功する。

第37回
ようやくのことで誕生した嫡子が、生後百日あまりで突然の高熱により危篤に陥る。
最終的な典医らの見立ては水疱瘡であったが、当時は民間療法しか存在しなかったため、ひたすら祈ることで解決しようとする。
このころ清から、日本の国力伸長を警戒し軍備を万全にするよう伝達された高宗と閔妃は、外交問題を解決するため有用な人材を集めるよう指示する。
その流れの中で閔妃は次兄の閔謙鎬から、彼の2歳上のいとこにあたる同族の閔奎鎬（ミン·ギュホ）を紹介される。彼は閔一族の出であり、哲宗3年の文科に及第して吏曹参議を経て吏曹参判となっていた官吏であったが、そのような人物が同族にいることを閔妃は初めて知る。
外戚の専横を嫌う閔妃は彼の登用を躊躇うが、次兄の閔謙鎬から閔奎鎬は事実上の大院君の治世下で行われた、洋夷撃退の思いを記した斥和碑の全国的な建立事業に反対していた外交通であることを聞かされると、閔妃は思いを改めるとともに、彼と開国へ向けた検討を進めることを約束する。
この頃、大院君が都から楊州へ追放されただけでなく、大王大妃一派によりその政策を尽く否定されたことに怒りが収まらない大院君の従僕である張淳奎（チャン·スンギュ）や千喜然（チョン·ヒヨン）らは、大院君に内緒で何らかの計画を進めていた。

第38回
大王大妃が朝会を利用して大王大妃派の領議政である李裕元に完和君の世子冊立を進言させようとしていた。
高宗は領議政の発言を遮って興寅君に嫡子を抱いて来させたが、興寅君は「世子が病気から回復した」と重臣たちに告げる。不意打ちを食らった領議政は完和君の話を切り出すこともできなかったが、後にこの興寅君の発言は閔妃の意図によるものであったことが判明する。
政事について高宗と話し合いをしていた閔妃は、大院君からは良い顔をされない開化派であることを高宗に告げた上で礼曹判書に閔奎鎬を登用するよう進言し、高宗からは外交を閔妃に一任する旨と閔奎鎬の礼判への任命を許される。
元領議政で今は引退し、領敦寧府事（ヨンドンニョンブサ）となっていた金炳学による双方への説得もあり、大院君は高宗との和解のため、都へ戻ることを決定する。
田舎の官吏の姿をした者が、貴重品であるとして贈り物を閔妃の実家へ置いていく。帰宅した長兄の閔升鎬は、自身の子や母の府夫人の前で贈り物の箱を開けたが、その瞬間に箱が爆発する。

第39回
宮中では、閔妃が再び懐妊したことを高宗に伝えていたその頃、閔升鎬がその子ともども暗殺によって爆死する。
その場にいた閔妃の母である府夫人も、次兄の閔謙鎬の家へ運び込まれるが治療の甲斐なく落命する。
ちょうど時を同じくして、翌日には大院君が都へ向けて隠居先の楊州を出発することとなっていたため、閔妃の産んだ嫡子を世子とするであろう大院君の帰京を阻みたい大王大妃らは、閔妃の実家の爆発事件を大院君の仕業であるとして犯人探しを開始する。
拷問にかけられそうになった閔家の下僕は、爆発物の入った「贈り物」を持ってきたのが、慶尚右兵使を務めた、大院君一派の申哲均が抱える下僕であると証言する。
閔妃の嫡子の世子任命を阻止したい大王大妃一派は、都へ戻ってしまった大院君を雲峴宮に軟禁するための勅命を、高宗から引き出すことに成功する。
閔妃は死の床にある母を見舞うが、右手右足を爆発で失っているためボロボロになった左手を差し出した母の姿に衝撃を受け、思わず部屋を飛び出したところに見舞いへ訪れた大院君と鉢合わせする。

第40回
第41回
第42回
第43回
第44回から第50回
1875年に日本の軍艦が朝鮮を挑発し、いわゆる江華島事件になり、1876年に江華島で日朝が会談し、朝鮮は開国することになる。日朝修好条規を調印する（第50回）。朝鮮に不利な不平等条約だが、大院君以外は問題に気づかない。
第51回
第52回
第53回
張（チャン）尚宮が義和君（1877年 - 1955年）を出産する。
第54回
1880年、李尚宮の子である完和君が死去する。
第55回
1880年、公使花房義質が高宗に謁見する。
第56回
1881年、安驥永（アン・ギヨン）の謀反計画が発覚する。
第57回
1881年、国王高宗の異母兄である李載先が謀反計画を自首する。
第58回
第59回
世子である純宗の妃として閔台鎬（ミン・テホ）の娘が選ばれ、式が執り行われる。

### 壬午軍乱
第60回から第73回
1882年、俸給米の不正な支給に軍人が怒りを爆発させ、軍乱になり（壬午軍乱）、軍人らの暴徒が日本公使館に火をつける（第62回）。混乱のなか閔妃が失踪し、死を確認せずに葬儀の準備がすすむが、生きていると分かる（第69回、第71回）。日本に避難した公使の花房義質が朝鮮に戻る（第73回）。
第74回
第75回
第76回、第77回
大院君が清軍によって拉致され、清国で軟禁状態にされる（第78回）。
第78回
1882年、閔妃が王宮に戻る。

### 開化派による甲申政変
第79回
急進開化派が政変を画策する。
第80回
第81回
閔妃役がイ・ミヨンからチェ・ミョンギルに替わり、冒頭のタイトル・バック映像が新しくなる。
メーレンドルフ（モク・インドク）が登場する。
第82回から第85回
1884年に起きた急進開化派による政変（甲申政変）が描かれる。急進開化派の政権は三日天下に終わり、金玉均ら政変の首謀者は朝鮮を脱出する。
第86回
1885年に朝鮮は日本と漢城条約を締結し、日本に謝罪することや補償金を支払うことに合意する。一方、清国によって拉致され軟禁されていた大院君が朝鮮に帰国する。
第87回
袁世凱が高宗の廃位を大院君にもちかける。閔妃は朝露秘密協定を画策する。
吉村書記官と夫人ミチコ、ロシア公使の姻戚ソンタク（ドイツ人、ゾンターク）、ロシア公使ウェーバーと夫人、李埈鎔（イ・ジュニョン16歳。李載冕〈イ・ジェミョン〉の子。大院君の孫）が登場する。
第88回
済衆院（チェジュンウォン、病院）のための西洋風慈善会が大臣夫人たちなどを招いて閔妃主催で開かれる。アレンの夫人が挨拶する。
第89回
1887年、梨華学堂（のちの梨花女子大学校）が設立される。
第90回
宮中で初めて電灯が使用される。日本人商店街で打ちこわしが起きる。米の凶作のため輸出を禁止する防穀令を1889年に出す。1890年、大王大妃趙氏が死去する。
第91回
大院君が地方各地を巡行する。
全羅道で全琫準（チョン・ボンジュン）が登場する。

### 甲午農民戦争
第92回
1894年、金玉均（キム・オクキュン）が暗殺される。
東学党の乱（甲午農民戦争、1894年 - 1895年）が起きる。
第93回
全州で全琫準と洪啓薰（ホン・ゲフン）が話し合い、和約が成立する（全州和約）。
第94回
大院君が閔妃の説得で入宮する。
第95回
国王が大院君に国政を任せる。閔氏一族の多くが流罪や罷免になる。
第96回
閔氏一族が一掃される。日本側は傀儡政権を作るべく画策する。

### 日清戦争
第97回
日清戦争（1894年 - 1895年）開始の報が日本公使に伝わる。
第98回
第99回
第100回
日本軍が平壌で清軍を破った知らせと共に、大院君直筆の密書を見せ岡本が大院君をおどす。
第101回
清の北洋艦隊が敗走する。
第102回
東学党が公州攻防戦（牛金峠）で敗れる。
第103回
第104回
第105回
日清が講和交渉をする。

### 日清戦争後、1895年
第106回
下関条約締結の知らせが伝わる。
第107回
新任の公使である三浦梧楼が朝鮮に来る。
第108回
新任公使の三浦梧楼が岡本と共に王と閔妃に挨拶に来る（第1回の場面）。
第109回
第110回
第111回
第112回
閔妃殺害に反対する総理大臣伊藤博文を三浦梧楼が説得する。
第113回
第114回
第115回
第116回
高宗が訓練隊を解体させる。

### 乙未事変
第117回
閔妃殺害（乙未事変）決行の晩。
第118回、第119回
大院君が無理やり王宮に連れて行かれる。
第120回
閔妃が殺される。
第121回
三浦梧楼が閔妃を廃位させる。

### 親露派政権
第122回
三浦梧楼が公使を解任され、小村壽太郎が公使として来朝する。
断髪令で高宗が短髪にする。1896年、高宗はひそかに王宮を出てロシア公使館に向かう（露館播遷）。
第123回
1896年、総理大臣金弘集が逆賊として殺される。
1897年、高宗がロシア公使館から出る。国名を大韓帝国とし、高宗は皇帝と称する。閔妃を明成皇后とし葬儀の準備をすすめる。
第124回（最終回）
閔妃の葬儀。

## 登場人物

### 主要人物
明成皇后（ミョンソン・ファンフ）
演：イ・ミヨン、チェ・ミョンギル（81-124話）、ムン・グニョン（少女期、1-9話）
本作品の主人公。閔致祿（ミン・チロク）の娘ミン・ジャヨン。高宗の妃になる。閔妃。死後、明成皇后と称される。
高宗（コジョン）
演：イ・ジヌ、イ・ジュン（青年期）
李氏朝鮮第26代国王。大院君の次男。
興宣大院君（フンソン・テウォングン）
演：ユ・ドングン
高宗の父。通称は大院君（テウォングン）。閔妃（明成皇后）の義父であり、権力闘争の相手。

### 王室
大王大妃趙氏（テワンデビ、チョ氏）
演：キム・ヨンリム
孝明世子の妃。第24代国王憲宗の母。高宗の即位当初垂簾聴政を行う。
大妃金氏（テビ、キム氏）
演：ユ・ヘヨン
第25代国王哲宗の妃。
王大妃洪氏（ワンデビ、ホン氏）
演：キム・ジョンハ
第24代国王憲宗の妃。孝定王后。
純宗
演：ペク・スンウ
第27代朝鮮国王。高宗と閔妃の子。
純明孝皇后
演：イ・ユリ、パク・ウンビン（少女期）
純宗の妃。閔台鎬（ミン・テホ）の娘。
李尚宮（イ、サングン）
演：チョン・ソンギョン
高宗の側室。完和君の母。永保堂貴人李氏。
完和君（ワンファ君）
演：カン・ソンヒョン
高宗の第1王子。イ尚宮の子。13歳で死去。李墡（イ・ソン）。
張尚宮（チャン、サングン）
演：イ・ジェウン
高宗の側室。義和君（ウイファ君）の母。貴人張氏。
義和君（ウイファ君）
演：キム・ジョンホ
高宗とチャン尚宮の子。

### 大院君の関連人物
驪興府大夫人閔氏（ミン氏）
演：イ・ドッキ
大院君の妻。李載冕と高宗の母。
李載冕（イ・ジェミョン）
演：ハン・ボミ
高宗の兄。父である大院君からは馬鹿にされ蔑視されている。
李埈鎔（イ・ジュニョン）
大院君の孫。李載冕の子。
興寅君（フンイン君）
演：イ・ヨンフ
大院君の兄。壬午軍乱で殺害される。
興寅君の妻
演：オム・ユシン

### 閔一族
感古堂李氏（イ氏）
演：ソヌ・ウンスク
閔致祿（ミン・チロク）の妻。閔妃の母。閔升鎬（ミン・スンホ）邸に滞在中爆弾テロに巻き込まれ死去。韓昌府夫人。
閔升鎬（ミン・スンホ）
演：キム・ヒョウォン
閔致祿の養子。閔妃の義兄。閔一族の勢道政治において実権をふるったが、爆弾テロに遭い死去。
閔謙鎬（ミン・ギョモ）
演：キム・ソンファン
閔升鎬の弟。壬午軍乱を誘発し、その最中に殺害される。
閔台鎬（ミン・テホ）
演：ヒョン・ソク
閔泳翊の父。開化政策を推進したが、甲申政変で殺害される。
閔泳翊（ミン・ヨンイク）
演：キム・グァンヨン
閔台鎬の息子。甲申政変で襲われて重傷を負う。

### 朝廷
金炳學（キム・ビョンハク）
演：パク・ヨンジ
安東金氏出身の朝廷の実力者。興宣大院君を手厚く待遇し、大院君が政治的実権を握ってからは要職を歴任した。
趙斗淳（チョ・ドゥスン）
演：キム・サンスン
文臣。要職を歴任した。
金左根（キム・ジャグン）
演：ソン・ジェホ
安東金氏の首長。
金炳冀（キム・ビョンギ）
演：チョン・ソンモ
金左根の養子。
趙寧夏（チョ・ヨンハ）
演：チェ・サンフン
豊壌趙氏。大王大妃趙氏（チョ氏）の遠縁。甲申政変で殺害される。
李景夏（イ・ギョンハ）
演：キム・ジュヨン
王宮の近衛隊長。大院君の腹心。
洪啓薫（ホン・ゲフン）
演：ホン・イルグォン
朝廷に仕える武官でホン尚宮の兄。壬午軍乱時に明成皇后を護衛し、信頼を得る。乙未事変時に明成皇后を守ろうとして殺害される。
ホン尚宮
演：キム・ボミ
ホン・ゲフンの妹で明成皇后の側近。
イ内官
演：ファン・ボムシク
高宗付き内官。
ユン尚宮
演：ホン・ヨジン
大王大妃趙氏付きの尚宮。

### 開化派
金玉均（キム・オッキュン）
演：イ・ビョンウク
急進開化派の一人。閔一族の打倒を掲げ、日本軍の力を借りて甲申政変を起こしたが、失敗し亡命先で暗殺される。
朴泳孝（パク・ヨンヒョ）
演：チャ・チョルスン
急進開化派の一人。

### 日本人
三浦梧楼
演：イム・ヒョク
日本公使。日本陸軍軍人。乙未事変の主導者の一人。
岡本柳之助
演：キム・ビョンギ
大陸浪人。乙未事変の主導者の一人。
ミチコ
演：キム・ソンリョン
乙未事変において、明成皇后暗殺計画を助ける。
ヨシムラ
演：イ・ドゥソプ
ミチコの夫。書記官。
花房義質
壬午軍乱のときの日本公使。
竹添進一郎
甲申政変のときの日本公使。
井上馨
演：パク・クニョン
日清戦争のときの日本公使。三浦梧楼の前任者。
小村寿太郎
乙未事変後の日本公使。三浦梧楼の後任者。

### その他
洪鐘宇（ホン・ジョンウ）
演：ハ・ソウィ
尊王派。金玉均を暗殺する。

## スタッフ
- プロデューサー：ユン・ヨンフン[1]
- 演出：ユン・チャンボム、シン・チャンソク[1]
- 脚本：チョン･ハヨン[1]